# Neodrepanis
Neodrepanis es un género de aves paseriformes perteneciente a la familia Eurylaimidae. Es uno de los dos únicos géneros que conforman esta reducida subfamilia de pájaros de Madagascar Philepittinae, junto a Philepitta. Sus miembros son denominados filepitas suimanga, debido a su parecido con los suimangas, con largos picos curvados fruto de su dieta nectarívora común. Los machos de sus especies se caracterizan por tener carúnculas faciales de vivos colores.

## Especies
El género contiene dos especies:
- Neodrepanis coruscans - filepita suimanga común;
- Neodrepanis hypoxantha - filepita suimanga ventrigualda.